# Suworowo (Kaliningrad, Gwardeisk)
Suworowo (russisch Суворово, deutsch Zohpen) ist ein Ort in der russischen Oblast Kaliningrad. Er gehört zur kommunalen Selbstverwaltungseinheit Stadtkreis Gwardeisk im Rajon Gwardeisk.

## Geographische Lage
Suworowo liegt vier0 Kilometer südwestlich der Rajonstadt Gwardeisk (Tapiau) an der Regionalstraße 27A-025 (ex R508). Mitten durch den Ort verläuft die Bahnstrecke Kaliningrad–Tschernyschewskoje (Königsberg–Eydtkuhnen/Eydtkau), allerdings ohne Halt. Die nächste Bahnstation ist Gwardeisk.

## Geschichte
Das bis 1946 Zohpen genannte Dorf war eine prußische Ansiedlung. Im Jahre 1311 fand es seine erste Erwähnung. Zwischen 1874 und 1945 war der Ort in den damals neu errichteten Amtsbezirk Pregelswalde (heute russisch: Saretschje) eingegliedert, der zum Kreis Wehlau im Regierungsbezirk Königsberg der preußischen Provinz Ostpreußen gehörte.
Im Jahre 1910 waren in Zohpen 289 Einwohner registriert. Ihre Zahl stieg bis 1933 auf 293 und belief sich 1939 auf 302.
In Kriegsfolge kam Zohpen 1945 mit dem nördlichen Ostpreußen zu Sowjetunion. 1950 erhielt der Ort die russische Bezeichnung „Suworowo“. Er wurde dem Dorfsowjet Saretschenski selski Sowet im Rajon Gwardeisk zugeordnet. Seit etwa 1994 wurde Suworowo von Oserki aus verwaltet. Von 2005 bis 2014 gehörte der Ort zur Landgemeinde Oserkowskoje selskoje posselenije und seither zum Stadtkreis Gwardeisk.

## Kirche
Bis 1945 war die mehrheitlich evangelische Bevölkerung Zohpens in das Kirchspiel der Stadtkirche Tapiau (heute russisch: Gwardeisk) eingepfarrt. Es war Teil des Kirchenkreises Wehlau (Snamensk) in der Kirchenprovinz Ostpreußen der Kirche der Altpreußischen Union. Heute liegt Suworowo weiterhin im Einzugsgebiet von Gwardeisk, wo sich in den 1990er Jahren  allerdings eine neue evangelisch-lutherische Gemeinde konstituiert hat. Sie ist eine Filialgemeinde der Auferstehungskirche in Kaliningrad (Königsberg) in der Propstei Kaliningrad der Evangelisch-lutherischen Kirche Europäisches Russland.